# Olympia Flexgroup
Die Olympia Flexgroup Aktiengesellschaft (vormals Allbecon Olympia Aktiengesellschaft) mit Sitz in Düsseldorf ist ein Personaldienstleister mit europäischer Ausrichtung. Die hauptsächlichen Tätigkeitsbereiche sind die Arbeitnehmerüberlassung sowie die Personalvermittlung. Darüber hinaus erfolgten Dienstleistungen in den Bereichen On-Site-Management, Outsourcing, Outplacement und Interim-Management.
Mit 86 Geschäftsstellen war das Unternehmen in Deutschland, Italien, Polen, Portugal, der Schweiz und Spanien vertreten. Die 7.800 Mitarbeiter erwirtschafteten im ersten Geschäftshalbjahr 2006 Umsatzerlöse von 72,8 Mio. €. Im Geschäftsjahr 2005 wurden Umsatzerlöse von 135 Mio. € erzielt.

## Geschichte

Logo der Allbecon AG

1979 erfolgte die Gründung der „DPS Düsseldorfer Personal-Service GmbH“. 1987 war die Gründung der „Allgemeine Beteiligungs- und Consulting GmbH“, kurz Allbecon, in Düsseldorf. 1991 begann eine mehrheitliche Beteiligung der Otto-Wolff-Gruppe am Allbecon / DPS-Unternehmensverbund. 1994 kam es nach Wegfall des Vermittlungsmonopols der Bundesagentur für Arbeit zur Aufnahme der privaten Personalvermittlung. 1997/1998 folgte die Integration der entstandenen Tochterunternehmen in die Allbecon Personaldienstleistungen.
Der Börsengang erfolgte im September 1998. Durch Übernahmen in Spanien und Italien erweiterte Allbecon 1999 den Aktionsradius auf ausländische Märkte. Verglichen mit 1997 verdreifachte sich der Umsatz auf 102,3 Mio. Euro. 2000 war die Gründung eines Tochterunternehmens in der Schweiz und der IT-Dienstleistungen. 2001 erfolgte die Neugründung der Allbecon Polska. Allbecon erhöhte 2002 seine Anteile an den Tochterunternehmen in Italien und Spanien. Der Geschäftsbereich Medical Services wurde weiter ausgebaut.
Die Aktien der „Allbecon Aktiengesellschaft“ wurden seit November 2003 im General Standard der Frankfurter Wertpapierbörse gehandelt. Über die spanische Tochter erfolgt Ende 2004 der Markteintritt in Portugal: Allbecon Portugal, Empresa de Trabalho Temporário, Unipessoal, Lda. nahm im zweiten Halbjahr 2005 das operative Geschäft auf.

Logo der Allbecon Olympia AG

Allbecon schloss 2006 mit der niederländischen Olympia-Gruppe einen Verschmelzungsvertrag. Zu diesem Zweck wurde im August 2006 die Dachgesellschaft „Overdrive Projekt AG“ gegründet, die sowohl die Allbecon AG als auch die „Olympia Uitzendgroep B.V.“ umfasste. 2007 fusionierte die „Allbecon Aktiengesellschaft“ mit der niederländischen Olympia zur „Allbecon Olympia Aktiengesellschaft“. Im Juni 2008 folgte die Umfirmierung in die „Olympia Flexgroup Aktiengesellschaft“.
Marcel Slaghekke legte nach 22-jähriger Tätigkeit am 3. August 2009 sein Amt als Vorstandsvorsitzender nieder. Am 19. Januar 2010 stellte die Olympia Flexgroup AG Antrag auf Insolvenz. Am 26. März 2010 hat das Amtsgericht Düsseldorf das Insolvenzverfahren wegen Zahlungsunfähigkeit und Überschuldung eröffnet.
Die Geschäfte in Spanien, Italien, Polen, den Niederlanden und Deutschland wurden im ersten Halbjahr 2010 verkauft. Mit Wirkung zum 16. Februar 2011 wurde die Notierung der Aktien des Unternehmens an der Börse Frankfurt eingestellt.